# Богданов, Илья Юрьевич
Илья́ Ю́рьевич Богда́нов (род. 8 сентября 1990, Псков, СССР) — российский футболист, полузащитник.

## Карьера
Воспитанник псковского футбола. В 19 лет попал в основной состав профессиональной команды «Псков-747». Через год хавбек снова оказался в составе родного клуба. Всего за псковичей отыграл более 50 игр.
Зимой 2014 года подписал контракт с клубом Высшей латвийской лиги «Даугава» (Даугавпилс).